# Бригеј
Бригеј (фр. Brigueuil) насеље је и општина у западној Француској у региону Поату-Шарант, у департману Шарант која припада префектури Конфолан.
По подацима из 2011. године у општини је живело 1053 становника, а густина насељености је износила 22,37 становника/km². Општина се простире на површини од 47,07 km². Налази се на средњој надморској висини од 254 метара (максималној 347 m, а минималној 190 m).

## Демографија
| 1962. | 1968. | 1975. | 1982. | 1990. | 1999. | 2011. |
| ----- | ----- | ----- | ----- | ----- | ----- | ----- |
| 1.052 | 1.108 | 978   | 957   | 995   | 1.007 | 1.053 |

График промене броја становника у току последњих година